# Patricio Silva Garín
Patricio Silva Garín (Quillota, 17 de marzo de 1929-Chile, 8 de mayo de 2019) fue un médico cirujano chileno, coronel de Ejército en el área Sanidad.

## Estudios
Estudió medicina en la Pontificia Universidad Católica (PUC). Ingresó a la Escuela de Infantería del Ejército en 1956, y al egresar fue destinado al «Regimiento Buin» con el grado de teniente. En 1966 fue enviado a Panamá, donde realizó dos cursos en la Escuela de las Américas.

## Vida pública

### Subsecretario de Frei y años posteriores
Fue subsecretario de Salud durante el gobierno del presidente Eduardo Frei Montalva. En ese cargo y por su vinculación con el ejército, medió durante la sublevación militar ocurrida el 21 de octubre de 1969, conocida como el Tacnazo.
En octubre de 1970, entregó información vital al comando de ultraderecha que preparaba el asesinato de René Schneider, para favorecer que los sectores golpistas de esa rama castrense dieran a causa de ello un golpe de Estado, que impidiera que Salvador Allende asumiera el gobierno tras vencer en la elección por estrecho margen al candidato de la derecha, Jorge Alessandri. Para ello sostuvo reuniones con quien aparecía como cabecilla de ese grupo, Juan Diego Dávila Basterrica, a quien le informó, por ejemplo, que la Democracia Cristiana de Chile y Frei Montalva habían resuelto apoyar a Allende en la votación del Congreso para que asumiera la jefatura del Estado, respetando que había obtenido la primera mayoría. Silva, fue encausado por el asesinato de Eduardo Frei Montalva, el 12 de diciembre de 2009. Fue imputado como asesino el 30 de enero de 2019.

### Rol durante la dictadura militar
Después del golpe de Estado de 1973, se hizo cargo de la subdirección del Hospital Militar de Santiago.
En ese mismo recinto, operó al exministro del Interior de Salvador Allende, José Tohá, quien tras un paso por la isla Dawson, fue internado en el Hospital Militar por las secuelas de la tortura que padeció. En el recinto permanecía en calidad de detenido y fue interrogado por los agentes de la DINA Raúl Iturriaga Neumann y Marcelo Moren Brito. La operación se realizó poco antes de que Tohá supuestamente se suicidara en el mismo recinto hospitalario, sin embargo posteriormente se dio a conocer que Tohá había sido asesinado.
También es acusado de haber causado el asesinato del general Augusto Lutz, opositor a Augusto Pinochet.

### Investigación por muerte de Eduardo Frei Montalva
El 6 de diciembre de 1981, operó al expresidente Eduardo Frei Montalva por complicaciones a una intervención de una hernia de hiato. Frei Montalva empeoró de una septicemia generalizada, que le causó la muerte el 22 de enero de 1982.
En 2019 el juez Alejandro Madrid ratificó que la muerte del exmandatario había sido un homicidio simple y condenó por el delito de homicidio a seis procesados. El médico Patricio Silva Garín, en su calidad de autor, fue condenado a una pena de diez años de cárcel. El Consejo de Defensa del Estado se sumó a la petición de Carmen Frei y también solicitó homicidio calificado para los culpables. Los hijos de Silva rebatieron el fallo judicial.
El 25 de enero de 2021 fue absuelto póstumamente por sentencia revocatoria unánime de la novena sala de la Corte de Apelaciones de Santiago. A juicio del tribunal de alzada, no existió un actuar doloso ni culposo por parte de los médicos tratantes ni de los que efectuaron el procedimiento para conservar el cuerpo del expresidente, quienes habrían actuado en todo momento conforme a la lex artis médica. Tampoco habría indicios de la intervención de otras personas o de envenenamiento.
Durante el 18 de agosto de 2023, la Corte Suprema dicta la sentencia definitiva y absuelve a todos los condenados por la muerte del Presidente Frei, estableciendo que no existen antecedentes que permitan probar un homicidio y eventuales maniobras para ocultar un envenenamiento.